# 에릭 에스트라다
에릭 에스트라다(Erik Estrada, 1949년 3월 16일 ~ )는 미국의 배우이다.

## 출연 작품
- 2서바이브 (2015)
- 언커먼 (2015)
- 버츄어스 (2015)
- 스프링 브레이크 '83 (2014)
- 비행기2: 소방구조대 (2014)
- 템플러 네이션 (2013)
- 엽기 캠퍼스 (2002)
- 어코딩 투 짐 (2001)
- 킹 코브라 (1999)
- 현대판 톰 소여의 모험 (1998)
- 비전 (1996)
- 사브리나 - TV 시리즈 (1996)
- 미저리 브라더스 (1995)
- 파이널 골 (1995)
- 뜨거운 유혹 (1993)
- 엑스트라 라지 - 헤비급 형사 헤비급 펀치 (1993)
- 원초적 무기 (1993)
- 더 라스트 라이더스 (1992)
- 엑스트라 라지 - 캐논볼 (1991)
- 춤추는 영혼 (1991)
- 살인 게임 (1991)
- 나를 보라 아메리카 (1991)
- 나잇 오브 더 와일딩 (1990)
- 스피리츠 (1990)
- 쇼 오브 포스 (1990)
- 리오 파괴 작전 (1990)
- 대습격 (1990)
- 하니웰 수용소 (1989)
- 마법의 비디오 채널 (1988)
- 특공대작전 4 - 오리엔트 특급 작전 (1988)
- 비앤비 (1987)
- 암살 게임 (1987)
- 공포의 백색 광선 (1985)
- 행복을 파는 기계 (1983)
- 기동순찰대 (1977)
- 서부의 형제 - 시리즈 (1976)
- 도시의 밤 (1976)
- 미드웨이 (1976)
- 에어포트 75 (1974)
- 센츄리안 (1972)
- 십자가와 칼 (1970)